# Астайкин, Андрей Анатольевич
Андре́й Анато́льевич Аста́йкин (род. 10 февраля 1966, г. Москва) — российский историк-картограф, редактор, специалист по военной истории Средневековой Руси и по составлению и редактированию исторических карт. Автор оригинальной методики составления как отдельных карт по истории, так и серий тематических карт, а также разработки картографического исторического содержания для специализированных историко-культурных атласов.

## Биография
Родился 10 февраля 1966 года в Москве. Принадлежит к крестьянскому роду Астайкиных, основатель которого, Карп Астайкин, в начале XIX века — житель села Симкино Пензенской губернии (совр. Большеберезниковский район, Республика Мордовия). Сын профессора Анатолия Ивановича Астайкина (род. 1941), внук Ивана Павловича Астайкина (1917—1987). Его дед в 1954—1971 был председателем Совета Министров Мордовской АССР, а затем (после смены его в этой должности А. И. Березиным), в 1971—1978 — председателем Президиума Верховного Совета Мордовской АССР и заместителем председателя Верховного Совета РСФСР. Он был также депутатом всех съездов партии с XX по XXV включительно, представлен к многочисленным государственным наградам.
В 1983 году Андрей Астайкин окончил среднюю школу № 20 в городе Арзамас-16 Горьковской области (современный город Саров Нижегородской области).
В 1983—1984 и 1986—1987 годах учился на историческом факультете Мордовского государственного университета в Саранске (с перерывом на службу в Советской Армии в 1984—1986 годах).
Затем был переведён на исторический факультет МГУ имени М. В. Ломоносова, который закончил в 1991 году, попав в последний выпуск советских историков-медиевистов накануне окончательного распада СССР. Специализировался на кафедре истории СССР периода феодализма по военной истории Средневековой Руси, где его научным руководителем был доктор исторических наук Олег Михайлович Рапов (1939—2002). Тема дипломной работы — «Битва на реке Калке».
1994—1995 — обозреватель отдела истории ТОО «Ваш выбор. Центр исследования российских земель».
1995—2004 — редактор научного центра издательства «Институт ДИ-ДИК» (Фонд «Мир Льва Гумилёва»). В те же годы увлёкся монголистикой, кочевниковедением, а также составлением исторических карт.
2004—2011 — ведущий специалист-старший редактор отдела исторической картографии, затем — заведующий отделом исторической картографии и исторической редакции Издательско-продюсерского центра «Дизайн. Информация. Картография».
С июля 2011 — главный редактор исторической редакции ООО «Феория».
С января 2017 — заместитель генерального директора по науке ООО «Издательство Интергрупп», руководитель историко-картографического подразделения.

## Научная сфера
Хронология опубликованных карт — от среднего бронзового века (XII—X века до н. э.) до современности.
Представленные регионы — Россия, Евразия, Кавказ, Передняя Азия, Дальний Восток, Китай, Корея, Япония, Центральная и Восточная Европа, Северная Африка.
Тематика карт — от «традиционных» исторических (история отдельных государств, народов или территорий) до комбинированных (политико-экономико-культурно-археологических).
Автор 637 карт-реконструкций (данные на 01.01.2017), из них опубликованы не менее 500 (с вариантами) в 47 школьных и больших историко-культурных атласах, монографиях, статьях, сборниках трудов конференций, многотомных и продолжающихся изданиях, энциклопедиях, электронных ресурсах, выставлены в музейных экспозициях (Казахстан).
С 2016 года — участник не имеющего аналогов крупномасштабного многолетнего проекта «Атлас Ислама» (Москва; руководитель и разработчик картографического содержания).

## Статьи и картографические работы в различных изданиях
- История Древнего мира. Атлас. 5 класс. М.: Дрофа. ДиК. 1997. (30 карт, к настоящему времени — 15 изданий, самая продаваемая книга издательства «Дрофа» в 1997—1999 гг.);
- Чуваши. Этническая история и традиционная культура. М.: ДиК. 2000. (9 карт по истории Евразии, Северного Кавказа и Поволжья);
- Историко-культурный атлас Бурятии. М.: Дизайн. Информация. Картография. 2001. (2 издания, 18 карт по истории Евразии, Монголии и району озера Байкал. Благодарность главы Агинского Бурятского округа Б. Жамсуева, 2006 г.);
- Исторический атлас школьника. М.: ДиК. Дрофа. 2001. (30 карт по истории Древнего мира);
- Историко-культурный атлас Кыргызстана. Довер-М.-Бишкек. Дизайн. Информация Картография. 2001. (15 карт по истории Евразии, Центральной Азии и Монголии);
- Военно-исторический атлас России. М.: ДиК. Дрофа. 2003. (1 карта по русско-половецким войнам XI—XIII вв.);
- Николаев В. В. Генеалогия чувашского народа. Чебоксары. 2004. (1 карта)
- Московская область. История, культура, экономика. М.: Дизайн. Информация. Картография. 2005. (3 карты по набегам ордынцев на Русь XIII—XV вв.);
- Большой атлас России. М.: Дизайн. Информация. Картография. АСТ. Астрель, 2005. (5 карт по истории Аварского и Хазарского каганатов, государству Чингис-хана. Диплом II степени в номинации «Моя страна» на III Межд. конкурсе государств СНГ «Искусство книги»; диплом в номинации «Книга года», 2006 г.);
- Атлас Tartarica. История татар и народов Евразии. Республика Татарстан вчера и сегодня. Казань-М.-СПб. Дизайн. Информация. Картография. 2005. (2 издания, 55 карт по истории Евразии, Аварского каганата, Великой Болгарии, Хазарского каганата, Передней Азии, Великого Монгольского улуса, Руси, Золотой Орды, территории совр. Татарстана. Лауреат в номинации «Мой край», II Всерос. конкурс «Малая родина»; диплом I степени в номинации «Мои университеты», III Межд. конкурс государств СНГ, 2006 г.);
- Кляшторный С. Г., Савинов Д. Г. Степные империи древней Евразии. СПб., 2005. (6 карт по истории кочевых государств Евразии на вклейке);
- Астайкин А. А. Критический разбор карты «Войны Киевской Руси в 9 — нач. 12 вв.» // Атлас офицера. М., 1984. С. 260. // Finno-Ugrica. 2003—2004. Казань. 2005. № 1 (7-8) (1 карта на вкладке, исправленный вариант проанализированной карты, в тексте изложен методический подход к составлению исторической карты);
- Атлас Тартарии. Евразия на старинных картах. Мифы Образы Пространства. Казань-Москва. Дизайн. Информация. Картография. 2006 (7 карт по истории скифов, сарматов, хуннов (гуннов), древних тюрков, татар. Лауреат конкурса «Лучшая книга года» 2007 г.);
- Башкортостан. История, культура, этнография. Атлас. Москва-Уфа: Дизайн-Информация-Картография, 2007. (20 карт по истории Евразии, Урало-Поволжья и территории совр. Башкортостана);
- Сибирь. Атлас азиатской России. Новосибирск-Москва: Дизайн. Информация. Картография. 2007. (42 карты по политической истории кочевников Древности и Средневековья, а также по археологии Сибири, Дальнего Востока и Приамурья. Почётная грамота в номинации «Книга года», 2007 г.);
- Якутия. Историко-культурный атлас. Природа. История. Этнография. Современность. М.: Дизайн-Информация Картография, 2007. (12 карт по истории тюркоязычных предков якутов, Сибири и Якутии. Благодарность вице-президента Республики Саха (Якутия) Е. Михайловой и серебряная медаль «За вклад в развитие республики», 2007 г.; диплом в номинации «Лучшее издание, вносящее вклад в диалог культур» на конкурсе «Лучшие книги года» 2008 г.);
- Самашев З., Кушербаев К., Аманшаев Е., Астафьев А. Сокровища Устюрта и Манкыстау. Алматы, 2007. (1 карта по истории дахо-массагетов Урало-Каспийского региона);
- Туран на старинных картах. Образ пространства — пространство образов. Атлас. Алматы-Москва: Дизайн. Информация. Картография, 2008. (10 карт по истории Евразии, этнических процессов в Центральной Азии VIII—IV вв. до н. э., Великого Шёлкового пути II в. до н. э.-XII в.);
- Дашков С. Б. Цари царей — Сасаниды. Иран III—VII вв. в легендах, исторических хрониках и современных исследованиях. М., 2008. (2 карты по государству Сасанидов и его монетных центрах на форзацах. Диплом лауреат XVIII конкурса «Книга года» в Исламской республике Иран, 2010 г.);
- Астайкин А. А. Несколько заметок по поводу Липицкой битвы 20-21 апреля 1216 года // Верхнее Подонье: Археология. История. Тула, 2008. Вып. 3. (1 карта по передвижению войск неприятелей 19-20 апреля и вероятному месту «второй Липицкой» битвы);
- Большой Атлас истории и культуры Казахстана. Алматы, АО «АБДИ Компани», 2008. (33 карты по истории Евразии и Казахстана, X в. до н. э.-1917 г.);
- Тартарика. Этнография. Атлас. Казань — Москва: Дизайн. Информация. Картография, 2008. (20 карт по истории Евразии и этногенезу татар);
- Почекаев Р. Ю. Цари ордынские. Биографии ханов и правителей Золотой Орды. СПб., Евразия. 2010. (9 карт по истории Золотой Орды и Крымского ханства);
- Большая Российская энциклопедия. М., 2010, Т. 16. (1 карта по истории Крымского ханства XV—XVII вв.);
- Большая Российская энциклопедия. М., 2010, Т. 17. (1 карта по Липицкой битве 1216 г.);
- Большой атлас Казахстана. М.: Дизайн. Информация. Картография, 2010. (2 издания, 75 карт по государствам кочевников и их археологии, этнической истории кыпчаков, Великому Шёлковому пути, регионам Мангышлак-Приаралье, Восточный Туркестан, Южный Казахстан. «Гран-при» VIII Межд. Конкурса государств СНГ «Искусство книги» 2011 г).
- Смагулов Е. А. Древний Сауран. Алматы: АО «АБДИ Компани», 2011. (3 карты по истории Евразии VII—VIII и XII вв.).
- Казакстан тарихы мен медениетінiн Улкен Атласы (Большой Атлас истории и культуры Казахстана). Алматы: АО «АБДИ Компани», 2011. (каз. яз., 33 карты по истории Евразии и Казахстана, X в. до н. э.-1917 г).

## Публикации по истории, исторической географии и картографии
1991
- Заметка о П. Столыпине (без указания авторства) // Земля и люди (приложение к газете Советская Россия). 1991. 15 фев.

1993
- Монголы и русские: первая кровь. Битва на Калке. Попытка реконструкции // Родина. 1993. № 7. С. 100—103. (под псевдонимом «Андрей Береснев»).
- Примечания [к статье Н. Костомарова «Мысли о федеративном начале Древней Руси»] // Ваш Выбор. 1993. № 4. С. 47. (под псевдонимом «Андрей Верещагин»).
- Из писем губернатора (Г. Р. Державина) // Ваш Выбор. 1993. № 5. С. 45 — 48.
- Роспись губернаторам псковским // Ваш Выбор. 1993. № 6. С. 44 — 45.

1994
- «Самая книголюбивая» вчера и сегодня // Ваш Выбор. 1994. № 3. С. 38 — 41.
- Земство. Архив провинциальной истории России // Ваш Выбор. 1994. № 4. С. 37.

1995
- Пустыня Тартари
  - Монгольская империя: Опыт сопоставительного исследования / А. А. Астайкин // Пустыня Тартари / Составление и подготовка издания А. И. Куркчи. — М.: ДИ ДИК Танаис, 1995. — С. 558—579. — 624 с. — (Арабески истории: Альманах. Вып. 2). — 12 000 экз. — ISBN 5-87583-016-6. (в пер.)
- Военные действия монголов // Там же. С.580-597.
- Дети и внуки Чингис-хана // Там же. С. 598—609.
- Джувейни. История Завоевателя мира (перевод фрагмента) // Там же. С.610-613.

1996
- Библиография по истории Хазарии // Гумилёв Л. Н. Открытие Хазарии. М.: ДИ ДИК. 1996. С. 623—635. ISBN 5-87583-023-9.
- Первое столкновение русских с монголами // Русский разлив. М.: ДИ ДИК Танаис. 1996. Т. 1. С. 445—455.
  - Летописи о монгольских вторжениях на Русь: 1237—1480 // Там же. С. 456—554.

1997
- История Древнего мира. Атлас
  - Человечество на пути к цивилизации, 100000-3000 тыс. лет назад // История Древнего мира. Атлас. 5 класс. М.: Дрофа. ДиК. 1997. Карта С. 4-5 (указан как консультант).
  - Древний Египет, 3500-332 гг. до н. э. // Там же. Карта С. 6.
  - Египетская цивилизация // Там же. С. 7 (текст).
  - Древняя Месопотамия, 1800—539 гг. до н. э. // Там же. Карта С. 8.
  - Цивилизации Междуречья // Там же. С. 8-9 (текст).
  - Политическая жизнь Восточного Средиземноморья, 1000-50 гг. до н. э. // Там же. Карта С. 10.
  - Восточное Средиземноморье // Там же. С. 10-11 (текст).
  - Финикийская торговля и колонизация, 1300—100 гг. до н. э. // Там же. Карта С. 11.
  - Экономика и культура Державы Ахеменидов, 550—330 гг. до н. э. // Там же. Карта С. 12-13.
  - Древняя Индия, 2500—200 гг. до н. э. // Там же. Карта С. 14.
  - Древний Китай, 1100 г. до н. э.-220 г. н. э. // Там же. Карта С. 16.
  - Эгейский мир, 2000—1100 гг. до н. э. // Там же. Карта С. 18.
  - Греческая торговля и колонизация, 1000—500 гг. до н. э. // Там же. Карта С. 19.
  - Экономика и культура Греции, 500—300 гг. до н. э. // Там же. Карта С. 20.
  - Греко-персидские войны, 500—449 гг. до н. э. // Там же. Карта С. 21.
  - Возвышение Македонии, 359—334 гг. до н. э. // Там же. Карта С. 22.
  - Восточный поход Александра Македонского и эллинистические государства, 334-30 гг. до н. э. // Там же. Карта С. 23.
  - Древняя Италия, 1400—500 гг. до н. э. // Там же. Карта С. 24.
  - Экономика и административное устройство Римской империи около 150 г. н. э. // Там же. Карта С. 24-25.
  - Центральная Америка, 1000—1521 гг. н. э. // Там же. Карта С. 26.
  - Андская Америка, 1000—1534 гг. н. э. // Там же. Карта С. 27.
  - Шёлковый путь. Основные направления // Там же. Карта С. 28.

2000
- Чуваши. Этническая история и традиционная культура
  - Восточная Евразия в середине II в. н. э. // Чуваши. Этническая история и традиционная культура. М. ДиК. 2000. Карта С. 9 (следует — «Евразия в середине II века до н. э.», авторство не указано).
  - Восточная Евразия в 115 г. // Там же. Карта С. 10-11 (следует читать «Евразия в 115 году», авторство не указано).
  - Расселение протоболгарских племён в V в. // Там же. Карта С. 12 (фрагмент карты «Евразия в 446 году», авторство не указано).
  - Миграции племён на Северном Кавказе в VII в. // Там же. Карта С. 13 (авторство не указано).
  - Среднее и Нижнее Поволжье в эпоху Хазарского каганата. IX—X вв. // Там же. Карта С. 19 (авторство не указано).
  - Монгольская держава в XIII в. // Там же. Карта С. 29 (авторство не указано).
  - Монголо-татарские улусы. XIII—XIV вв. // Там же. Карта С. 31 (авторство не указано).
  - Поволжье и соседние территории в XIV в. // Там же. Карта С. 33 (авторство не указано).
  - Татарские ханства во второй половине XV в. // Там же. Карта С. 35 (авторство не указано).

2001
- Историко-культурный атлас Бурятии
  - Каменный век Срединной Азии (около 100 — 3 тыс. лет до н. э.) // Историко-культурный атлас Бурятии. М.: Дизайн. Информация. Картография. 2001. 1-е издание. Карта С. 86.
  - Срединная Азия в III — начале I тыс. до н. э. // Там же. Карта С. 93.
  - Скифо-сибирский мир в VII—II вв. до н. э. // Там же. Карта С. 98-99.
  - Забайкалье под властью хунну // Там же. Карта С. 107.
  - Государство хунну и Евразия в 30 году до н. э. // Там же. Карта С. 110—111.
  - Эпоха сяньби и жужаней // Там же. Карта С. 112—113.
  - Эпоха тюркских каганатов // Там же. Карта С. 114—115.
  - Второй Тюркский каганат // Там же. Карта С. 116.
  - Эпоха Уйгурского каганата: курыканы, байырку и др. // Там же. Карта С. 118—119.
  - Кыргызский каганат в IX веке // Там же. Карта С. 123.
  - Империя Ляо и Евразия в 1040 году // Там же. Карта С. 132—133.
  - Забайкалье в Монгольской империи // Там же. Карта С. 142.
  - Создание Монгольской империи. Войны Чингис-хана . 1207—1227 гг. // Там же. Карта С. 144—145.
  - Байкальская Сибирь в XIII веке // Там же. Карта С. 146.
  - Евразия в 1382 году // Там же. Карта С. 148—149.
  - Байкальская Сибирь в XIV веке // Там же. Карта С. 150.
  - Евразия в 1467 году // Там же. Карта С. 152—153.
  - Байкальская Сибирь в XV—XVI веках // Там же. Карта С. 154.
- Исторический атлас школьника
  - Человечество на пути к цивилизации // Исторический атлас школьника. М.: ДиК. Дрофа. 2001. Карта С. 11 (без указания авторства).
  - Древний Египет (3500 — 332 гг. до н. э.) // Там же. Карта С. 12 (без указания авторства).
  - Древняя Месопотамия (3000-539 гг. до н. э.) // Там же. Карта С. 13 (без указания авторства).
  - Восточное Средиземноморье в древности (1000-50 гг. до н. э.) // Там же. Карта С. 13 (без указания авторства).
  - Финикийская торговля и колонизация (1300—100 гг. до н. э.) // Там же. Карта С. 14 (без указания авторства).
  - Держава Ахеменидов (550—330 гг. до н. э.) // Там же. Карта С. 15 (без указания авторства).
  - Древний Китай (1100 г. до н. э.-220 г. н. э.) // Там же. Карта С. 16 (без указания авторства).
  - Древняя Индия (2500—200 гг. до н. э.) // Там же. Карта С. 17 (без указания авторства).
  - Крито-микенская Греция. Троянская война (2000—1100 гг. до н. э.) // Там же. Карта С. 18 (без указания авторства).
  - Греческая торговля и колонизация (1000—500 гг. до н. э.) // Там же. Карта С. 18 (без указания авторства).
  - Греко-персидские войны (500—449 гг. до н. э.) // Там же. Карта С. 19 (без указания авторства).
  - Греция в VI—IV вв. до н. э. // Там же. Карта С. 19 (без указания авторства).
  - Возвышение Македонии (359—334 гг. до н. э.) // Там же. Карта С. 20 (без указания авторства).
  - Создание и распад державы Александра Македонского // Там же. Карта С. 20 (без указания авторства).
  - Древняя Италия (начало I тыс.-500 г. до н. э.) // Там же. Карта С. 21 (без указания авторства).
  - Римская империя во II в. // Там же. Карта С. 26-27 (без указания авторства).
  - Цивилизации доколумбовой Америки. Центральная Америка. // Там же. Карта С. 54 (без указания авторства).
  - Империя инков. // Там же. Карта С. 54 (без указания авторства).
- Историко-культурный атлас Кыргызстана
  - Археологические памятники андроновской культуры // Историко-культурный атлас Кыргызстана. Довер-М.-Бишкек. Дизайн. Информация Картография. 2001. Карта С. 53.
  - Скифо-сибирский мир в VII—II вв. до н. э. // Там же. Карта С. 54-55.
  - Империя хунну в Центральной Азии // Там же. Карта С.62-63.
  - Движение хунну на Запад // Там же. Карта С.64-65.
  - Евразия в VI—VII вв. // Там же. Карта С. 72-73.
  - Евразия в 628 г. // Там же. Карта С. 74-75.
  - Каганаты VIII-X вв. // Там же. Карта С. 78-79.
  - Великий Кыргызский каганат // Там же. Карта С. 80-81.
  - Центральная Азия в X в. // Там же. Карта С. 82-83.
  - Евразия в начале XI в. // Там же. Карта С. 86-87.
  - Евразия в первой половине XII в. // Там же. Карта С. 90-91.
  - Империя Чингис-хана // Там же. Карта С. 94-95.
  - Евразия в конце XIII в. // Там же. Карта С. 96-97.
  - Евразия в конце XIV в. // Там же. Карта С. 100—101.
  - Евразия во второй половине XV в. // Там же. Карта С. 104—105.
  - Евразия в конце XV в. // Там же. Карта С. 106—107.
- Историко-культурный атлас Бурятии
  - Каменный век Срединной Азии (ок. 100-3 тыс. лет до н. э.) // Историко-культурный атлас Бурятии. М. Дизайн. Информация. Картография. 2001. 2-е издание. Карта С. 90.
  - Срединная Азия в III-начале I тыс. до н. э. // Там же. Карта С. 99.
  - Скифо-сибирский мир в VII—II вв. // Там же. Карта С. 110—111.
  - Забайкалье под властью хунну // Там же. Карта С. 115.
  - Государство хунну и Евразия в 30 г. до н. э. // Там же. Карта С. 118—119.
  - Эпоха сяньби и жужаней // Там же. Карта С.120-121.
  - Эпоха тюркских каганатов // Там же. Карта С. 122—123.
  - Эпоха Уйгурского каганата: курыканы, байырку и др. // Там же. Карта С. 126—127.
  - Кыргызский каганат в IX в. // Там же. Карта С. 131.
  - Империя Ляо и Евразия в 1040 г. // Там же. Карта С. 140—141.
  - Баргуджин-Токум в Монгольской империи // Там же. Карта С. 152.
  - Создание Монгольской империи. Войны Чингис-хана, 1207—1227 гг. // Там же. Карта С. 154—155.
  - Баргуджин-Токум в XIII в. // Там же. Карта С. 156.
  - Евразия в 1382 г. // Там же. Карта С. 158—159.
  - Баргуджин-Токум в XIV в. // Там же. Карта С. 160.
  - Евразия в 1467 г. // Там же. Карта С. 162—163.
  - Байкальская Сибирь в XV—XVI вв. // Там же. Карта С. 164.

2003
- Русско-половецкие войны. Вторая половина XI — начало XIII веков // Военно-исторический атлас России. М.: ДиК. Дрофа. 2003. Карта С. 18. (без указания авторства).
- Липицкая битва 1216 г. // История России с древнейших времён до конца XVI века. Атлас. 6 класс. М.: Дизайн. Информация. Картография — АСТ. Астрель. 2003. (схема; без указания авторства).

2004
- Липицкая битва 1216 года: непротиворечивая версия // http://www.archeologia.narod.ru/lipits.htm

2005
- Московская область. История, культура, экономика
  - Татары и Русь в XIII—XIV вв. // Московская область. История, культура, экономика. М.: Дизайн. Информация. Картография. 2005. Карта С. 104—105.
  - Татары и Русь в XIV в. // Там же. Карта С. 116—117.
  - Татары и Русь в XVI в. // Там же. Карта С. 124—125.
- Первое столкновение русских с монголами: попытка реконструкции // http://garadariky.narod.ru/ast2.html
- Липицкая битва 1216 года: непротиворечивая версия // http://garadariky.narod.ru/ast.html
- Труды международных нумизматических конференций
  - О картографии монгольских государств XIII—XIV вв. по данным нумизматики // Труды международных нумизматических конференций. Монеты и денежное обращение в монгольских государствах XIII—XV веков. М. Нумизматическая литература. 2005. С. 50-53.
- Древности & Старина
  - Липицкая битва 1216 г.: непротиворечивая версия // Древности & Старина. Поиски. Находки. Открытия. 2005. № 4. C. 21-24.
- Большой атлас России
  - Великий Тюркский каганат VI—VII вв. // Большой атлас России. М.: Дизайн. Информация. Картография. АСТ. Астрель, 2005. Карта С. 176—177.
  - Хазарский кагагат // Там же. Карта С. 178.
  - Аварский каганат // Там же. Карта С. 179.
  - Монгольская империя в 1206—1227 гг. // Там же. Карта С. 194—195.
  - Евразия в первой половине XIV — начале XV вв. // Там же. Карта С. 210—211.
  - Евразия в середине XV в. // Там же. Карта С. 220—221.
  - Кочевой и оседлый мир Восточной Европы. Х — IV века до н. э. // Атлас Tartarica. История татар и народов Евразии. Республика Татарстан вчера и сегодня. Казань-М.-СПб. Дизайн. Информация. Картография. 2005. Карта С. 102 −103.
  - Скифо — сибирский мир. VII—II века до н. э. // Там же. Карта С. 104—105.
  - Кочевой и оседлый мир Восточной Европы. III век до н. э. — IV век н. э. // Там же. Карта С. 124—125.
  - Империя гуннов и Евразия. Середина II века до н. э. // Там же. Карта С. 130 −131.
  - Евразия. I век до н. э. // Там же. Карта С. 136—137.
  - Евразия. Начало Великого переселения народов. II век // Там же. Карта С. 140 −141.
  - Евразия. Эпоха Великого переселения народов. IV век // Там же. Карта С. 142—143.
  - Евразия. Заключительный этап Великого переселения народов. V—VI века // Там же. Карта С. 144—145.
  - Великий Тюркский каганат. Середина VI — начало VII века // Там же. Карта С. 148—149.
  - Западно-Тюркский и Восточно-Тюркский каганаты. Первая треть VII века // Там же. Карта С. 152—153.
  - Второй Тюркский каганат. 682—744 годы // Там же. Карта. С. 154—155.
  - Евразийские степи в эпоху Второго Тюркского каганата. Конец VII — середина VIII века // Там же. Карта С. 158—159.
  - Уйгурская эпоха в Великой степи. Середина VIII — середина IX века // Там же. Карта С. 174—175.
  - Великий Кыргызский каганат. IX век // Там же. Карта С. 177.
  - Великая Болгария. VII век // Там же. Карта С. 181.
  - Образование Аварского каганата. Авары в VI веке // Там же. Карта С. 182—183.
  - Кочевой и оседлый мир Восточной Европы. V—VIII века // Там же. Карта С. 186 −187.
  - Хазарский каганат. IX век // Там же. Карта С. 188—189.
  - Степи Евразии. XI век // Там же. Карта С. 202—203.
  - Степи Евразии. XII век // Там же. Карта С. 208 −209.
  - Половцы и русские: 200 лет конфликтов и перемирий // Там же. С. 212—213 (текст).
  - Половецкий натиск. 1060—1102 год // Там же. Карта С. 214.
  - Контрудар Владимира Мономаха. 1103—1125 годы // Там же. Карта С. 215.
  - Участие половцев в княжеских распрях. 1126—1150 годы // Там же. Карта С. 216.
  - Неустойчивое равновесие. 1161—1183 годы // Там же. Карта С. 217.
  - Пик военного противостояния. 1184—1195 годы // Там же. Карта С. 218.
  - Союз половцев с Киевом и Галичем. 1196—1236 годы // Там же. Карта С. 219.
  - Миграции населения на Руси. Конец Х — начало XIII века // Там же. Карта С. 220—221.
  - Булгарско-русские войны. 1103—1220 годы // Там же. Карта С. 235.
  - Булгарско-русские войны // Там же. С. 235 (текст).
  - Кочевой и оседлый мир Восточной Европы. VIII — середина XI века // Там же. Карта С. 236—237.
  - Восточная Азия. X—XII века // Там же. Карта С. 255.
  - Объединение Монголии Чингис-ханом. 1185—1206 годы // Там же. Карта С. 259.
  - Монголы в степях Евразии. 1189—1242 годы // Там же. Карта С. 260—261.
  - Войны Чингисидов в Восточной Азии. 1228—1294 годы // Там же. Карта С. 262—263.
  - Передняя Азия. Конец XII — начало XIII века // Там же. Карта С. 266—267.
  - Войны Чингисидов в Западной Азии. 1228—1322 годы // Там же. Карта С. 268—269.
  - Монгольские улусы во второй половине XIII века // Там же. Карта С. 272—273.
  - О термине «Золотая Орда» // Там же. С. 277 (текст).
  - Битва на Калке. 28 — 31 мая 1223 года // Там же. Карта С. 279.
  - Европа перед монгольским нашествием. 1176—1236 годы // Там же. Карта С. 280—281.
  - Проблема «двух Сараев» // Там же. С. 285 (текст).
  - Кочевой и оседлый мир Восточной Европы. 1266—1311 годы // Там же. Карта С. 286—287.
  - Великая Степь. Начало XIV века // Там же. Карта С. 294—295.
  - Расцвет Белой Орды при Узбек-хане. 1312—1341 годы // Там же. Карта С. 296—297.
  - Кочевой и оседлый мир Восточной Европы. Кризис в Белой Орде и его последствия. 1342—1394 годы // Там же. Карта С. 302—303.
  - Степи Евразии. Конец XIV века. Эпоха Тимура и Тохтамыша // Там же. Карта С. 308—309.
  - Кочевой и оседлый мир Восточной Европы. 1395—1435 годы // Там же. Карта С. 310—311.
  - Татары и Русь. XIII—XIV века // Там же. Карта С. 312 −313.
  - Татары и Русь. XV век // Там же. Карта С. 314—315.
  - Генеалогия Джучидов // Там же. Таблица С. 316—319.
  - Тамги (знаки собственности) на монетах // Там же. Таблица С. 319.
  - Кочевой и оседлый мир Восточной Европы. 1436—1481 годы // Там же. Карта С. 320—321.
  - Евразия. 1467 год // Там же. Карта С. 322—323.
  - Евразия. 1491 год // Там же. Карта С. 324—325.
  - Татары и Русь. XVI век // Там же. Карта С. 344—345.
  - Археологические памятники эпохи Белой Орды и Казанского ханства. Начало XIII — середина XVI века // Там же. Карта С. 372—373.
  - Кочевой и оседлый мир Восточной Европы. 1482—1560 годы // Там же. Карта С. 376—377.
  - Археологические памятники Республики Татарстан. Вторая половина XVI — начало XIX века // Там же. Карта С. 422—423.
- Степные империи древней Евразии
  - Государство гуннских шаньюев // Кляшторный С. Г., Савинов Д. Г. Степные империи древней Евразии. СПб. 2005. Карта-вклейка С. 144—145 (без указания авторства).
  - Эпоха сяньби и жуаньжуаней // Там же. Карта-вклейка С. 144—145 (без указания авторства).
  - Эпоха тюркских каганатов // Там же. Карта-вклейка С. 144—145 (без указания авторства).
  - Второй Тюркский каганат // Там же. Карта-вклейка С. 144—145 (без указания авторства).
  - Эпоха Уйгурского каганата // Там же. Карта-вклейка С. 144—145 (без указания авторства).
  - Кыргызский каганат в IX веке // Там же. Карта-вклейка С. 144—145 (без указания авторства).
- Finno-Ugrica
  - Критический разбор карты «Войны Киевской Руси в 9 — нач. 12 вв.» // Атлас офицера. М. 1984. С. 260. // Finno-Ugrica. 2003—2004. Казань. 2005. № 1 (7-8). С. 77-111.

2006
- Атлас Tartarica
  - Кочевой и оседлый мир Восточной Европы. Х — IV века до н. э. // Атлас Tartarica. История татар и народов Евразии. Республика Татарстан вчера и сегодня. Казань-М.-СПб. Дизайн. Информация. Картография. 2006. 2-е издание. Карта С. 102 −103.
  - Скифо — сибирский мир. VIII—III века до н. э. // Там же. Карта С. 104—105.
  - Кочевой и оседлый мир Восточной Европы. III век до н. э. — IV век н. э. // Там же. Карта С. 124—125.
  - Империя гуннов и Евразия. Середина II века до н. э. // Там же. Карта С. 130 −131.
  - Евразия. I век до н. э. // Там же. Карта С. 136—137.
  - Евразия. Начало Великого переселения народов. II век // Там же. Карта С. 140 −141.
  - Евразия. Эпоха Великого переселения народов. IV век // Там же. Карта С. 142—143.
  - Евразия. Заключительный этап Великого переселения народов. V—VI века // Там же. Карта С. 144—145.
  - Великий Тюркский каганат. Середина VI — начало VII века // Там же. Карта С. 148—149.
  - Западно-Тюркский и Восточно-Тюркский каганаты. Первая треть VII века // Там же. Карта С. 152—153.
  - Второй Тюркский каганат. 682—744 годы // Там же. Карта. С. 155.
  - Евразийские степи в эпоху Второго Тюркского каганата. Конец VII — середина VIII века // Там же. Карта С. 158—159.
  - Уйгурская эпоха в Великой степи. Середина VIII — середина IX века // Там же. Карта С. 174—175.
  - Великий Кыргызский каганат. IX век // Там же. Карта С. 177.
  - Великая Болгария. VII век // Там же. Карта С. 181.
  - Образование Аварского каганата. Авары в VI веке // Там же. Карта С. 182—183.
  - Кочевой и оседлый мир Восточной Европы. V—VIII века // Там же. Карта С. 186 −187.
  - Хазарский каганат. IX век // Там же. Карта С. 188—189.
  - Степи Евразии. XI век // Там же. Карта С. 202—203.
  - Степи Евразии. XII век // Там же. Карта С. 208 −209.
  - Половцы и русские: 200 лет конфликтов и перемирий // Там же. С. 212—213 (текст).
  - Половецкий натиск. 1060—1102 год // Там же. Карта С. 214.
  - Контрудар Владимира Мономаха. 1103—1125 годы // Там же. Карта С. 215.
  - Участие половцев в княжеских распрях. 1126—1150 годы // Там же. Карта С. 216.
  - Неустойчивое равновесие. 1161—1183 годы // Там же. Карта С. 217.
  - Пик военного противостояния. 1184—1195 годы // Там же. Карта С. 218.
  - Союз половцев с Киевом и Галичем. 1196—1236 годы // Там же. Карта С. 219.
  - Миграции населения на Руси. Конец Х — начало XIII века // Там же. Карта С. 220—221.
  - Булгарско-русские войны. 1103—1220 годы // Там же. Карта С. 235.
  - Булгарско-русские войны // Там же. С. 235 (текст).
  - Кочевой и оседлый мир Восточной Европы. VIII — середина XI века // Там же. Карта С. 236—237.
  - Восточная Азия. X—XII века // Там же. Карта С. 255.
  - Объединение Монголии Чингизханом. 1185—1206 годы // Там же. Карта С. 259.
  - Монголы в степях Евразии. 1189—1242 годы // Там же. Карта С. 260—261.
  - Войны Чингизидов в Восточной Азии. 1228—1294 годы // Там же. Карта С. 262—263.
  - Передняя Азия. Конец XII — начало XIII века // Там же. Карта С. 266—267.
  - Войны Чингизидов в Западной Азии. 1228—1322 годы // Там же. Карта С. 268—269.
  - Монгольские улусы. Вторая половина XIII века // Там же. Карта С. 272—273.
  - О термине «Золотая Орда» // Там же. С. 277 (текст).
  - Битва на Калке. 28 — 31 мая 1223 года // Там же. Карта С. 279.
  - Европа перед монгольским нашествием. 1176—1236 годы // Там же. Карта С. 280—281.
  - Монголы в Европе. XIII век // Там же. Карта С. 283.
  - Проблема «двух Сараев» // Там же. С. 287 (текст).
  - Кочевой и оседлый мир Восточной Европы. 1266—1311 годы // Там же. Карта С. 288—289.
  - Великая Степь. Начало XIV века // Там же. Карта С. 296—297.
  - Расцвет Белой Орды при Узбек-хане. 1312—1341 годы // Там же. Карта С. 298—299.
  - Кочевой и оседлый мир Восточной Европы. Кризис в Белой Орде и его последствия. 1342—1394 годы // Там же. Карта С. 306—307.
  - Степи Евразии. Конец XIV века. Эпоха Тимура и Тохтамыша // Там же. Карта С. 312—313.
  - Кочевой и оседлый мир Восточной Европы. 1395—1435 годы // Там же. Карта С. 314—315.
  - Татары и Русь. XIII—XIV века // Там же. Карта С. 316 −317.
  - Татары и Русь. XV век // Там же. Карта С. 318—319.
  - Генеалогия Джучидов // Там же. Таблица С. 320—323.
  - Тамги (знаки собственности) на монетах // Там же. Таблица С. 323.
  - Кочевой и оседлый мир Восточной Европы. 1436—1481 годы // Там же. Карта С. 324—325.
  - Евразия. 1467 год // Там же. Карта С. 326—327.
  - Евразия. 1491 год // Там же. Карта С. 328—329.
  - Татары и Русь. XVI век // Там же. Карта С. 346—347.
  - Археологические памятники эпохи Белой Орды и Казанского ханства. Начало XIII — середина XVI века // Там же. Карта С. 372—373.
  - Кочевой и оседлый мир Восточной Европы. 1482—1560 годы // Там же. Карта С. 376—377.
  - Археологические памятники Республики Татарстан. Вторая половина XVI — начало XIX века // Там же. Карта С. 426—427.
- Евразия в III—II вв. до н. э. // Николаев В. В. Генеалогия чувашского народа. Чебоксары. 2004. Карта на развороте С. 1-2 (без указания авторства).
- Атлас Тартарии
  - Скифо-Сарматия // Атлас Тартарии. Евразия на старинных картах. Мифы Образы Пространства. Казань-Москва. Дизайн. Информация. Картография. 2006. Карта С. 14 (без указания авторства).
  - Империя гуннов (хунну) // Там же. Карта С. 14 (без указания авторства).
  - Великий Тюркский эль //Там же. Карта С. 15 (без указания авторства).
  - Татаросфера // Там же. Карта С. 15 (без указания авторства).
  - Тартария XV—XVII веков // Там же. Карта С. 15 (без указания авторства).
  - Россия // Там же. Карта С. 15 (без указания авторства).
  - Тартария в первой трети XIV века // Там же. Карта С. 16-17.

2007
- Башкортостан. История, культура, этнография. Атлас
  - Этнические процессы в Урало-Поволжье и Центральной Азии во II—I вв. до н. э. // Башкортостан. История, культура, этнография. Атлас. Москва-Уфа: Дизайн-Информация-Картография, 2007. Карта С. 70-71 (указание на авторство отсутствует по желанию автора по всему атласу).
  - Этнические процессы в Урало-Поволжье и Центральной Азии в I—II вв. // Там же. Карта С. 72-73.
  - Этнические процессы в Урало-Поволжье и Центральной Азии в III—IV вв. // Там же. Карта С. 76-77.
  - Памятники кочевников гуннской эпохи на территории Исторического Башкортостана // Там же. Карта С. 78.
  - Степи Евразии после ухода хунну, IV- середина VI в. (заключительный этап Великого переселения народов) // Там же. Карта С. 86-87.
  - Первый тюркский каганат, Западный и Восточный каганаты в VI—VII вв. Археологические памятники древних тюрков и огузов // Там же. Карта С. 88-89.
  - Тюркские памятники Евразии. V—X вв. // Там же. Карта С. 90.
  - Тюркские изваяния. V—X вв. // Там же. Карта С. 91.
  - Кочевой мир Евразии в VI—XII вв. // Там же. Карта С. 92-93.
  - Исторический Башкортостан и Волжская Болгария. IX- начало XIII в. // Там же. Карта С. 98-99.
  - Этнополитическая ситуация в Урало-Поволжье и Центральной Азии в VIII—IX вв. // Там же. Карта С. 101.
  - Расселение кыпчако-кимакских племён в VII—XIII вв. // Там же. Карта С. 109.
  - Монгольская империя // Там же. Карта С. 112—113.
  - Евразия в конце XIV в. Походы Тимура // Там же. Карта С. 116—117.
  - Башкортостан и Ногайская Орда в конце XV—XVI в. // Там же. Карта С. 120—121.
  - Исторический Башкортостан накануне вхождения в состав Русского государства // Там же. Карта С. 125.
  - Исторический Башкортостан в период вхождения в состав Русского государства // Там же. Карта С. 126.
  - Исторический Башкортостан в XVII в. (башкирские волости и племена, русские крепости, города и слободы на территории края) // Там же. Карта С. 132—133.
  - Исторический Башкортостан в первой половине XVIII в. // Там же. Карта С. 154—155.
  - Башкирское восстание 1735—1736 гг. // Там же. Карта С. 160—161 (совместно с С. Ю. Шокаревым, авторство не указано).
  - Башкирское восстание 1739—1740 гг. // Там же. Карта С. 164—165 (совместно с С. Ю. Шокаревым, авторство не указано).
- Сибирь. Атлас Азиатской России
  - Пространство Евразии и скифо-сибирский мир // Сибирь. Атлас Азиатской России. Новосибирск-Москва: Дизайн-Информация-Картография, 2007. Карта С. 11.
  - Пространство Евразии и держава хунну // Там же. Карта С. 12.
  - Пространство Евразии в Великом Тюркском каганате // Там же. Карта С. 12.
  - Пространство Евразии в Монгольской империи // Там же. Карта С. 12.
  - Пространство Евразии в Российской империи // Там же. Карта С. 12.
  - Культура плиточных могил (XIII—VI вв. до н. э.). Области распространения оленных камней // Там же. Карта С. 419.
  - Ранние земледельцы Северо-Восточной Азии // Там же. Карта С. 420.
  - Распространение звериного стиля // Там же. Карта С. 433 (совместно с … Богдановым).
  - Тагарская культура Минусинской котловины, VIII—III вв. до н. э. Памятники тесинского переходного этапа, II в. до н. э. — начало I в. до н. э. // Там же. Карта С. 435.
  - Ранние кочевники Восточного Казахстана и Алтая (VIII в. до н. э. — I в. н. э.) // Там же. Карта С. 437.
  - Уюкская культура Тувы. VIII—II вв. до н. э. // Там же. Карта С. 438.
  - Оседлые скотоводы Зауралья в VII—IV вв. до н. э. // Там же. Карта С. 440.
  - Кулайская историко-культурная общность, IV в. до н. э. — III в. // Там же. Карта С. 441.
  - Государство хунну в к. I в. до н. э. // Там же. Карта С. 442—443.
  - Археологические памятники хунну, III в. до н. э. — I в. // Там же. Карта С. 444.
  - Саяно-Алтай в I—V вв. // Там же. Карта С. 445.
  - Образование Аварского каганата в середине VI в. // Там же. Карта С. 446.
  - Степи Евразии после ухода хунну, V — середина VI в. // Там же. Карта С. 446—447.
  - Первый Тюркский каганат. Западный и Восточный каганаты в VI—VII вв. Археологические памятники тюрков и огузов // Там же. Карта С. 450—451.
  - Погребальные памятники древних тюрок (погребения с конём) // Там же. Карта С. 452.
  - Великий Шёлковый путь // Там же. Карта С. 454—455.
  - Уйгурский каганат в середине VIII в. // Там же. Карта С. 456—457.
  - Кочевой мир Евразии // Там же. Карта С. 458—459.
  - Памятники рунической письменности тюрков, уйгуров и кыргызов // Там же. Карта С. 460—461.
  - Памятники кыргызов в Минусинской котловине и Туве // Там же. Карта С. 462—463.
  - Кыргызский каганат в VIII—XII вв. // Там же. Карта С. 463.
  - Кимаки и кипчаки // Там же. Карта С. 464—465.
  - Рёлкинская культура в VI—IX вв. // Там же. Карта С. 466.
  - Западная Сибирь в 1-й половине II тысячелетия // Там же. Карта С. 467.
  - Великая Венгрия (VIII—X вв.) и страна Паскатир (XIII—XIV вв.) // Там же. Карта С. 468—469.
  - Ранний железный век на Дальнем Востоке // Там же. Карта С. 470.
  - Приамурье и Приморье в I тысячелетии // Там же. Карта С. 471.
  - Археологические памятники государства Бохай // Там же. Карта С. 472.
  - Мохэсское государство Чжэнь (Бохай), 698—926 гг. // Там же. Карта С. 473.
  - Натиск с Дальнего Востока: империя Ляо (416—1125 гг.) и империя Цзинь (1115—1234 гг.) // Там же. Карта С. 475.
  - Монголоязычные племена в X—XII вв. // Там же. Карта С. 479.
  - Империя Чингисхана // Там же. Карта С. 480—481.
  - Культурно-экономическая карта Евразии. Улус Джучи. XIV в. // Там же. Карта С. 484—485.
  - Байкальский регион и Восточная Сибирь в V—XIV веках // Там же. Карта С. 486.
  - Государство Даян-хана // Там же. Карта С. 489.
  - Государство Алтын-ханов // Там же. Карта С. 493.
  - Миграция ойратов на запад в XVII в. и создание Калмыцкого ханства (1654—1664 гг.) // Там же. Карта С. 497.
- Якутия. Историко-культурный атлас
  - Распространение звериного стиля // Якутия. Историко-культурный атлас. Природа. История. Этнография. Современность. М.: Дизайн-Информация-Картография, 2007. Карта С. 159.
  - Государство хунну в конце I в. до н. э. // Там же. Карта С. 161.
  - Первый Тюркский, Западный и Восточный каганаты в VI—VII вв. // Там же. Карта С. 164—165.
  - Уйгурский каганат в середине VIII в. // Там же. Карта С. 166.
  - Кыргызский каганат в VIII—XII вв. // Там же. Карта С. 167.
  - Курумчинская культура в V—XIV вв. // Там же. Карта С. 169.
  - Монгольская империя в 1227 г. // Там же. Карта С. 170—171.
  - Якутские улусы конца XVI—XVII вв. // Там же. Карта С. 185.
  - Походы русских землепроходцев и мореходов в XVII в. // Там же. Карта С. 192—193.
  - Якутский уезд в первой половине XVII в. // Там же. Карта С. 205.
  - Якутская провинция в конце XVIII в. // Там же. Карта С. 249.
  - Якутская область в XIX в. // Там же. Карта С. 265.
- Сокровища Устюрта и Манкыстау
  - Карта-схема расположения племён дахо-массагетов в I тыс. до н. э. в пространстве между Аральским и Каспийским морями (фрагмент карты «Евразия в I в. до н. э.») // Самашев З., Кушербаев К., Аманшаев Е., Астафьев А. Сокровища Устюрта и Манкыстау. Алматы. 2007. С. 263 (авторство не указано).

2008
- Туран на старинных картах
  - Евразия Начало переселения народов. II в. // Туран на старинных картах. Образ пространства — пространство образов. Атлас. — Дизайн. Информация. Картография. Алматы-Москва, 2008. Карта С. 46-47.
  - Евразия. Эпоха Великого переселения народов. IV в. // Там же. Карта С. 48-49.
  - Евразия. Заключительный этап Великого переселения народов. V—VI вв. (перепутаны местами с предыдущей картой) // Там же. Карта С. 50-51.
  - Великий Шёлковый путь: система трансевразийских коммуникаций во II веке до н. э. — V в. н. э. // Там же. Карта С. 106—107.
  - Великий Шёлковый путь: система трансевразийских коммуникаций в VI—XII вв. // Там же. Карта С. 108—109.
  - Этнические процессы в Центральной Азии, VIII—III вв. до н. э. // Там же. Карта С. 114—115.
  - Этнические процессы в Центральной Азии, II—I вв. до н. э. // Там же. Карта С. 116—117.
  - Этнические процессы в Центральной Азии, I в. н. э. // Там же. Карта С. 124—125.
  - Этнические процессы в Центральной Азии, IV в. н. э." // Там же. Карта С. 126—127.
  - Археологические культуры Урало-Поволжья. V—IV века до н. э." // Там же. Карта С. 128.
- Цари царей — Сасаниды
  - Сасанидский Иран (совместно с С. Б. Дашковым) // Дашков С. Б. Цари царей — Сасаниды. Иран III—VII вв. в легендах, исторических хрониках и современных исследованиях. М., 2008. Карта, первый форзац.
  - Монетные центры государства Сасанидов (совместно с С. Б. Дашковым) // Там же. Карта, второй форзац.
- maps.wiki.ru
  - Западные улусы Монгольской империи в 1242—1265 годах, карта // http://maps.wiki.ru(недоступная+ссылка).
  - Орда Ногая и Сарайская Орда в 1265—1300 годах, карта // http://maps.wiki.ru(недоступная+ссылка).
  - Государство Батуидов на рубеже XIII и XIV веков, карта // http://maps.wiki.ru(недоступная+ссылка).
  - Государство Батуидов при Узбеке, Джанибеке и Бердибеке, 1312—1359 годы, карта // http://maps.wiki.ru(недоступная+ссылка).
  - «Замятня великая» в государстве Батуидов, 1360—1381 годы, карта // http://maps.wiki.ru(недоступная+ссылка).
  - Большая Орда в 1382—1395 годах: противостояние Тохтамыша и Тимура, карта // http://maps.wiki.ru(недоступная+ссылка).
  - Большая Орда (Улуг Улус) в 1396—1437 годы, карта // http://maps.wiki.ru(недоступная+ссылка).
  - Распад Большой Орды, 1438—1450 годы, карта // http://maps.wiki.ru(недоступная+ссылка).
- Несколько заметок по поводу Липицкой битвы 20-21 апреля 1216 года // Верхнее Подонье: Археология. История. Тула, 2008. Вып. 3, С. 235—249.
- Большой Атлас истории и культуры Казахстана
  - Евразия в X—VI веках до нашей эры. Складывание сакских археологических культур // Большой Атлас истории и культуры Казахстана. Алматы, 2008. Карта С. 96-97.
  - Саки и юэчжи Великой степи в V—III веках до нашей эры // Там же. Карта С. 100—101.
  - Государство Хуннов и Евразия в конце II века до нашей эры // Там же. Карта С. 118—119.
  - Евразийские степи в I веке до нашей эры // Там же. Карта С. 130—131.
  - Евразия в I—II веке нашей эры. Распад Государства хуннов и начало Великого переселения народов // Там же. Карта С. 132—133.
  - Степи Евразии в III—IV веках нашей эры. Гунны в Казахстане // Там же. Карта С. 134—135.
  - Евразия в предтюркскую эпоху. V — первая половина VI в. Окончание Великого переселения народов // Там же. Карта С. 136—137.
  - Взлёт древних тюрков. Евразийские степи в середине VI — начале VII века // Там же. Карта С. 148—149.
  - Евразийские степи в эпоху Западного и Восточного тюркских каганатов. Начало VII века // Там же. Карта С. 150—151.
  - Великая Степь в VII—VIII веках // Там же. Карта С. 154—155.
  - Государства и племена Казахстана в окружении Хазарского, Арабского и Кыргызского государств. Вторая половина IX века // Там же. Карта С. 156—157.
  - Государства евразийских кочевников в X веке // Там же. Карта С. 158—159.
  - Этническая история кимеков и кыпчаков. IV—XIV века // Там же. Карта С. 188—189.
  - Евразийские степи в середине XI века. Великая кыпчакская миграция // Там же. Карта С. 190—191.
  - Предмонгольская эпоха в Великой Степи. XII век // Там же. Карта С. 192—193.
  - Чингиз-хан и создание единого Монгольского государства. 1189—1206 годы // Там же. Карта С. 231.
  - Войны монголов в евразийских степях. Первая половина XIII века // Там же. Карта С. 236—237.
  - Евразийские степи в первой трети XIV века // Там же. Карта С. 246—247.
  - Ханы Джучиева Улуса в период «замятни великой», 1359—1380 годы // Там же. С. 253 (текст).
  - Евразия к концу XIV века // Там же. Карта С. 256—257.
  - Евразия в 1465 году: образование Казахского ханства // Там же. Карта С. 336—337.
  - Государства Евразии к концу XV столетия // Там же. Карта С. 338—339.
  - Этнополитическая ситуация в Евразии на исходе XVI века // Там же. Карта С. 378—379.
  - Евразия в XVII веке // Там же. Карта С. 380—381.
  - Казахстан в конце XVII — первой четверти XVIII века (1690—1722 гг.). Развитие казахско-русских связей и начало казахско-джунгарской войны // Там же. Карта С. 416—417.
  - Казахско-джунгарская война 1723—1729 годов. «Актабан шубырынды» и «Казахская реконкиста» // Там же. Карта С. 418—419.
  - Вхождение части казахов Младшего и Среднего жузов в состав Российской империи и завершение казахско-джунгарской войны. 1730—1740-е годы // Там же. Карта С. 424—425.
  - Возвышение Абылая. Падение Джунгарского ханства и казахско-китайская война. 1750—1760-е годы // Там же. Карта С. 438—439.
  - Казахстан в эпоху Абылай-хана. Начало казахской народно-освободительной борьбы против Российской империи. 1770—1790-е годы // Там же. Карта С. 440—441.
  - Продвижение Российской империи вглубь казахских степей. Административно-территориальные реформы 1822 и 1824 годов // Там же. Карта С. 470—471.
  - Народно-освободительная борьба казахского народа против Российской империи в 1836—1847 годах // Там же. Карта С. 490—491.
  - Народно-освободительная борьба против Российской империи и Кокандского ханства в 1850—1870-е годы. Территориально-административные реформы 1868 года // Там же. Карта С. 492—493.
  - Социально-экономическое развитие Казахстана в составе Российской империи в конце XIX века // Там же. Карта С. 524—525.
  - Общественно-политическая жизнь и культура Казахстана в начале XX века (до 1917 года) // Там же. Карта С. 570—571.

2009
- Тартарика. Этнография. Атлас
  - Создание прообраза Великой степи. Сибиро-скифская и сако-массагетская культурные общности. VI—III вв. до н. э. // Тартарика. Этнография. Атлас. Казань-Москва: Дизайн-Информация-Картография, 2008. Карта С. 18.
  - Легендарные первопредки: хунну и гунны. III в. до н. э. — V в. // Там же. Карта С. 19.
  - Эпоха Великого переселения народов. IV в. // Там же. Карта С. 20-21.
  - Заключительный этап эпохи Великого переселения народов. V — первая половина VI вв. // Там же. Карта С. 22-23.
  - Этногенез татарского народа. Древнетюркский компонент. V—VIII вв. // Там же. Карта С. 24.
  - Великий Тюркский каганат // Там же. Карта С. 28-29.
  - Этногенез татарского народа. VI—XII вв. // Там же. Карта. С. 31.
  - Евразия в VIII—IX вв. // Там же. Карта. С. 34-35.
  - Этногенез татарского народа. Болгарский компонент. V—XIII вв. // Там же. Карта С. 37.
  - Роль болгар в этнических процессах Восточной Европы. Формирование этноса волжских булгар. V—X вв. // Там же. Карта С. 38.
  - Этногенез татарского народа. Кимако-кыпчакский компонент. VI—XII вв. // Там же. Карта С. 51.
  - Степи Евразии. XI в. // Там же. Карта С. 52-53.
  - Улус Джучи // Там же. Карта С. 64-65.
  - Миграционные процессы в вилайте Булгар. XIV—XVI вв. // Там же. Карта С. 71.
  - Сложение средневекового татарского этноса. XIII—XV вв. // Там же. Карта С. 80.
  - Массовые перемещения населения в Белой Орде. Сложение татарского этноса. XIII—XV вв. // Там же. Карта С. 81.
  - Татарские феодальные народности в XV—XVII вв. Сложение этноса волго-уральских татар // Там же. Карта С. 86.
  - Евразия в 1491 г. // Там же. Карта С. 88-89.
  - Этнические процессы в Волго-Камье, на Урале, в Западной Сибири в эпоху Казанского ханства. XV — середина XVI вв. (до 1552 г.) // Там же. Карта С. 94-95.
  - Этнические процессы в Волго-Камье, на Урале и в Западной Сибири во второй половине XVI в. // Там же. Карта С. 96-97.

2010
- Цари ордынские. Биографии ханов и правителей Золотой Орды
  - Западные улусы Монгольской империи в 1242—1265 гг. // Почекаев Р. Ю. Цари ордынские. Биографии ханов и правителей Золотой Орды. СПб., Евразия. 2010. — ISBN 978-5-91852-010-9. — Карта 1. С. 24-25.
  - Орда Ногая и Сарайская Орда в 1265—1300 гг. // Там же. Карта 2. С. 56-57.
  - Государство Батуидов на рубеже XIII и XIV вв. // Там же. Карта 3. С. 72-73.
  - Государство Батуидов при Узбеке, Джанибеке и Бердибеке, 1312—1359 гг. // Там же. Карта 4. С. 104—105.
  - Золотая Орда в 1382—1395 гг.: противостояние Тохтамыша и Тимура // Там же. Карта 5. С.168-169.
  - Золотая Орда в 1396—1437 гг. // Там же. Карта 6. С. 184—185.
  - Распад Золотой Орды, 1438—1450-е гг. // Там же. Карта 7. С. 200—201.
  - Крымское ханство во втор. пол. XV в. // Там же. Карта 8. С. 216—217.
  - Крымское ханство в первой пол. XVI в. // Там же. Карта 9. С. 232—233.
- Большой атлас Казахстана
  - Трансевразийский культурный обмен в бронзовом веке // Большой атлас Казахстана. Дизайн. Информация. Картография. М., 2010. Карта 9. С. 338—339 (авторство в книге не указано, ограниченный тираж).
  - Скифо-сакский мир Евразии // Там же. Карта С. 359 (изменённый дизайн).
  - Трансевразийский культурно-экономический обмен в сако-усуньскую эпоху // Там же. Карта С. 362—363.
  - Сакская эпоха на территории Казахстана // Там же. Карта С. 368.
  - Сакский мир в IV—III вв. до н. э. Походы Александра Македонского в Среднюю Азию // Там же. Карта С. 370.
  - Пазырыкская культура // Там же. Карта С. 378.
  - Саргатская общность // Там же. Карта С. 379.
  - Скифо-сакский мир Евразии. Области распространения звериного стиля // Там же. Карта С. 383 (изменённый дизайн).
  - Казахстан и сопредельные территории во II и I вв. до н. э. // Там же. Карта С. 398—399.
  - Казахстан и сопредельные территории в I и II вв. // Там же. Карта С. 400—401.
  - Казахстан и сопредельные территории в III—IV вв. // Там же. Карта С. 402—403.
  - Археологические памятники хунну // Там же. Карта С. 404.
  - Государство усуней // Там же. Карта С. 408—409 (изменённое название карты «Восточный Туркестан…»).
  - Казахстан и сопредельные территории в V — начале VI в." // Там же. Карта С. 416—417.
  - Миграционные процессы на территории Европы и Азии, II в. до н. э. — V в." // Там же. Карта С. 418—419.
  - Археологические памятники тюрков // Там же. Карта С. 429.
  - Великий Тюркский каганат. Середина VI — начало VII в. // Там же. Карта С. 434—435.
  - Мангыстау, Устирт и Приаралье в IV — начале IX в. // Там же. Карта С. 433.
  - Западный и Восточный Тюркские каганаты. Первая треть VII в. // Там же. Карта С. 434—435.
  - Изваяния тюрков в Евразии // Там же. Карта С. 437.
  - Казахстан и сопредельные территории в VII—VIII в. Тюргешское государство // Там же. Карта С. 438—439.
  - Миграционные процессы в Евразии в VI—XII вв. // Там же. Карта С. 446—447.
  - Хазарский каганат // Там же. Карта С. 448.
  - Казахстан и сопредельные территории в VIII—IX вв. // Там же. Карта С. 450—451.
  - Казахстан и сопредельные территории в IX—X вв. // Там же. Карта С. 452—453.
  - Казахстан и сопредельные территории в XI в. // Там же. Карта С. 454—455.
  - Мангыстау, Устирт и Приаралье в IX — начале XIII в. // Там же. Карта С. 456.
  - Казахстан и сопредельные территории в XII в. // Там же. Карта С. 458—459.
  - Южный Казахстан в VI—XIII вв. // Там же. Карта С. 465.
  - Великий Шёлковый путь. Система трансевразийских коммуникаций во II в. до н. э. // Там же. Карта С. 468.
  - Великий Шёлковый путь. Система трансевразийских коммуникаций в I в. до н. э. // Там же. Карта С. 468.
  - Великий Шёлковый путь. Система трансевразийских коммуникаций в I—II вв. // Там же. Карта С. 469.
  - Великий Шёлковый путь. Система трансевразийских коммуникаций в III—V вв. // Там же. Карта С. 469.
  - Великий Шёлковый путь. Система трансевразийских коммуникаций в VI—VII вв. // Там же. Карта С. 471.
  - Великий Шёлковый путь. Система трансевразийских коммуникаций в VIII—IX вв. // Там же. Карта С. 471.
  - Великий Шёлковый путь. Система трансевразийских коммуникаций в X—XI вв. // Там же. Карта С. 471.
  - Великий Шёлковый путь. Система трансевразийских коммуникаций в XII в. // Там же. Карта С. 471.
  - Великий Шёлковый путь. Система трансевразийских коммуникаций в XIII в. // Там же. Карта С. 472.
  - Великий Шёлковый путь. Система трансевразийских коммуникаций в XIV в. // Там же. Карта С. 472.
  - Великий Шёлковый путь. Система трансевразийских коммуникаций в XV—XVI вв. // Там же. Карта С. 472.
  - Великий Шёлковый путь. Система трансевразийских коммуникаций в XVII в. // Там же. Карта С. 472.
  - Начальный этап этнической истории кыпчаков: се, сеяньто, сиры // Там же. Карта С. 475.
  - Второй этап этнической истории кыпчаков: кыпчако-кимакский симбиоз (VIII — первая половина XI в.) // Там же. Карта С. 477.
  - Третий этап этнической истории кыпчаков: доминирование в степях Евразии (начало XI — начало XIII вв.) // Там же. Карта С. 478—479.
  - Заключительный этап истории кыпчаков // Там же. Карта С. 480—481.
  - Половцы в южнорусских степях // Там же. Карта С. 485 (изменённый дизайн).
  - Монгольские племена в древности // Там же. Карта С. 489.
  - Казахстан и сопредельные территории в конце XII — начале XIII в. // Там же. Карта С. 492—493.
  - Великий Западный поход" // Там же. Текст С. 495, 497.
  - Монгольские походы в Казахстане и Средней Азии. Монгольская империя к 1227 г." // Там же. Карта С. 496—497.
  - Казахстан в улусах Джучи и Чагатая во второй половине XIII в. // Там же. Карта С. 500—501.
  - Казахстан в улусах Джучи и Чагатая в первой половине XIV в. // Там же. Карта С. 502—503.
  - Культурно-экономическое развитие Казахстана и сопредельных территорий в составе Улуса Джучи в XIV в. // Там же. Карта С. 504—505.
  - Казахстан и сопредельные территории в эпоху Тимура. Конец XIV — начало XV в. // Там же. Карта С. 506—507.
  - Казахстан в улусах Джучи и Чагатая в XV в. // Там же. Карта С. 508—509.
  - Основные направления миграционных потоков. XIII—XVII вв. // Там же. Карта С. 518—519.
  - Восточный Туркестан в тюркскую и уйгурскую эпохи (середина IV — середина IX в.) // Там же. Карта С. 522—523.
  - Уйгуры в Восточном Туркестане. Середина IX — начало XIII в. // Там же. Карта С. 524—525/
  - Могольское государство в Восточном Туркестане. 1514—1680/1683 гг. // Там же. Карта С. 526—527.
  - Государство Абу-л-Хайра // Там же. Карта С. 536—537.
  - Казахское ханство в последней трети XV в. // Там же. Карта С. 538—539.
  - Казахское ханство в первой половине XVI в. // Там же. Карта С. 542—543.
  - Казахстан и его соседи во второй половине XVI в. // Там же. Карта С. 544—545.
  - Казахское ханство в первой половине XVII в. // Там же. Карта С. 546—547.
  - Казахское ханство во второй половине XVII в. // Там же. Карта С. 548—549.
  - Южный Казахстан в XIV—XVI вв. // Там же. Карта С. 551.
  - Казахско-джунгарская война. 1723—1730 гг. // Там же. Карта С. 556—557.
  - Вхождение части казахов Младшего и Среднего жуза в состав Российской империи. 30-40-е гг. XVIII в. // Там же. Карта С. 562—563.
  - Казахстан в 50-60-е гг. XVIII в. // Там же. Карта С. 564—565.
  - Казахстан в последней трети XVIII в. // Там же. Карта С. 566—567.
  - Казахстан в 10-20-е гг. XIX в. // Там же. Карта С. 576—577.
  - Казахстан в 30-40-е гг. XIX в. // Там же. Карта С. 578—579.
  - Казахстан в 50-70-е гг. XIX в. // Там же. Карта С. 580—581.
  - Казахстан в 80-90-е гг. XIX в. // Там же. Карта С. 596—597.
  - Казахстан в начале XX в. (до 1917 г.) // Там же. Карта С. 600—601.
- Большая Российская энциклопедия
  - Крымское ханство в 15-17 вв. // Большая Российская энциклопедия. М., 2010, Т. 16. Карта С. 165.
  - Липицкая битва 1216 г. // Большая Российская энциклопедия. М., 2010, Т. 17. Карта С. 552.

2011
- Казакстан тарихы мен медениетінiн Улкен Атласы (Большой Атлас истории и культуры Казахстана, перевод издания 2008 г. на казахский язык). Алматы, АО «АБДИ Компани». 2011. Карты С. 96-97, 100—101, 118—119, 130—131, 132—133, 134—135, 136—137, 148—149, 150—151, 154—155, 156—157, 158—159, 188—189, 190—191, 192—193, 231, 236—237, 246—247, 256—257, 336—337, 338—339, 378—379, 380—381, 416—417, 418—419, 424—425, 438—439, 440—441, 470—471, 490—491, 492—493, 524—525, 570—571.
- Древний Сауран
  - Евразийские степи в эпоху Западного и Восточного тюркских каганатов. Начало 7 века // Смагулов Е. А. Древний Сауран. Алматы., АО «АБДИ Компани». 2011. Обложка.
  - Великая Степь в 7-8 веках // Там же. Первый форзац.
  - Предмонгольская эпоха в Великой Степи. 12 век // Там же. Последний форзац.
- Большой атлас Казахстана
  - Трансевразийский культурный обмен в бронзовом веке // Большой атлас Казахстана. Дизайн. Информация. Картография. Феория. ИНЭС Институт экономических стратегий — Центральная Азия. М.-Алматы, 2011. 2-е издание (исправленное и дополненное). С. 340—341.
  - Скифо-сакский мир Евразии // Там же. Карта С. 361.
  - Трансевразийский культурно-экономический обмен в сако-усуньскую эпоху // Там же. Карта С. 364—365.
  - Сакская эпоха на территории Казахстана // Там же. Карта С. 370.
  - Сакский мир в IV—III вв. до н. э. Походы Александра Македонского в Среднюю Азию // Там же. Карта С. 372.
  - Пазырыкская культура // Там же. Карта С. 380.
  - Саргатская общность // Там же. Карта С. 381.
  - Скифо-сакский мир Евразии. Области распространения звериного стиля // Там же. Карта С. 385.
  - Казахстан и сопредельные территории во II и I вв. до н. э. // Там же. Карта С. 400—401.
  - Казахстан и сопредельные территории в I и II вв. // Там же. Карта С. 402—403.
  - Казахстан и сопредельные территории в III—IV вв. // Там же. Карта С. 404—405.
  - Археологические памятники хунну // Там же. Карта С. 406.
  - Государство усуней // Там же. Карта С. 410—411.
  - Казахстан и сопредельные территории в V — начале VI в. // Там же. Карта С. 418—419.
  - Миграционные процессы на территории Европы и Азии, II в. до н. э. — V в. // Там же. Карта С. 420—421.
  - Археологические памятники тюрков // Там же. Карта С. 431.
  - Великий Тюркский каганат. Середина VI — начало VII в. // Там же. Карта С. 432—433.
  - Мангыстау, Устирт и Приаралье в IV — начале IX в. // Там же. Карта С. 435.
  - Западный и Восточный Тюркские каганаты. Первая треть VII в. // Там же. Карта С. 436—437.
  - Изваяния тюрков в Евразии // Там же. Карта С. 439.
  - Казахстан и сопредельные территории в VII—VIII в. Тюргешское государство // Там же. Карта С. 440—441.
  - Миграционные процессы в Евразии в VI—XII вв. // Там же. Карта С. 448—449.
  - Хазарский каганат // Там же. Карта С. 450.
  - Казахстан и сопредельные территории в VIII—IX вв. // Там же. Карта С. 452—453.
  - Казахстан и сопредельные территории в X в. // Там же. Карта С. 454—455.
  - Казахстан и сопредельные территории в XI в. // Там же. Карта С. 456—457.
  - Мангыстау, Устирт и Приаралье в IX — начале XIII в. // Там же. Карта С. 458.
  - Казахстан и сопредельные территории в XII в. // Там же. Карта С. 460—461.
  - Южный Казахстан в VI—XIII вв. // Там же. Карта С. 467.
  - Великий Шёлковый путь. Система трансевразийских коммуникаций во II в. до н. э. // Там же. Карта С. 470.
  - Великий Шёлковый путь. Система трансевразийских коммуникаций в I в. до н. э. // Там же. Карта С. 470.
  - Великий Шёлковый путь. Система трансевразийских коммуникаций в I—II вв. // Там же. Карта С. 471.
  - Великий Шёлковый путь. Система трансевразийских коммуникаций в III—V вв. // Там же. Карта С. 471.
  - Великий Шёлковый путь. Система трансевразийских коммуникаций в VI—VII вв. // Там же. Карта С. 472.
  - Великий Шёлковый путь. Система трансевразийских коммуникаций в VIII—IX вв. // Там же. Карта С. 472.
  - Великий Шёлковый путь. Система трансевразийских коммуникаций в X—XI вв. // Там же. Карта С. 472.
  - Великий Шёлковый путь. Система трансевразийских коммуникаций в XII в. // Там же. Карта С. 472.
  - Великий Шёлковый путь. Система трансевразийских коммуникаций в XIII в. // Там же. Карта С. 473.
  - Великий Шёлковый путь. Система трансевразийских коммуникаций в XIV в. // Там же. Карта С. 473.
  - Великий Шёлковый путь. Система трансевразийских коммуникаций в XV—XVI вв. // Там же. Карта С. 473.
  - Великий Шёлковый путь. Система трансевразийских коммуникаций в XVII в. // Там же. Карта С. 473.
  - Начальный этап этнической истории кыпчаков: се, сеяньто, сиры // Там же. Карта С. 476—477.
  - Второй этап этнической истории кыпчаков: кыпчако-кимакский симбиоз (VIII — первая половина XI в.) // Там же. Карта С. 479.
  - Третий этап этнической истории кыпчаков: доминирование в степях Евразии (начало XI — начало XIII вв.) // Там же. Карта С. 480—481.
  - Заключительный этап истории кыпчаков // Там же. Карта С. 482—483.
  - Половцы в южнорусских степях // Там же. Карта С. 487.
  - Монгольские племена в древности // Там же. Карта С. 491.
  - Казахстан и сопредельные территории в конце XII — начале XIII в. // Там же. Карта С. 494—495.
  - Великий Западный поход // Там же. Текст С. 497.
  - Монгольские походы в Казахстане и Средней Азии. Монгольская империя к 1227 г. // Там же. Карта С. 498—499.
  - Казахстан в улусах Джучи и Чагатая во второй половине XIII в. // Там же. Карта С. 502—503.
  - Казахстан в улусах Джучи и Чагатая в первой половине XIV в. // Там же. Карта С. 504—505.
  - Культурно-экономическое развитие Казахстана и сопредельных территорий в составе Улуса Джучи в XIV в. // Там же. Карта С. 506—507.
  - Казахстан и сопредельные территории в эпоху Тимура. Конец XIV — начало XV в. // Там же. Карта С. 508—509.
  - Казахстан в улусах Джучи и Чагатая в XV в. // Там же. Карта С. 510—511.
  - Основные направления миграционных потоков. XIII—XVII вв. // Там же. Карта С. 520—521.
  - Восточный Туркестан в тюркскую и уйгурскую эпохи (середина IV — середина IX в.) // Там же. Карта С. 524—525.
  - Уйгуры в Восточном Туркестане. Середина IX — начало XIII в. // Там же. Карта С. 526—527.
  - Могольское государство в Восточном Туркестане. 1514—1680/1683 гг. // Там же. Карта С. 528—529.
  - Государство Абу-л-Хайра // Там же. Карта С. 538—539.
  - Казахское ханство в последней трети XV в. // Там же. Карта С. 540—541.
  - Казахское ханство в первой половине XVI в. // Там же. Карта С. 544—545.
  - Казахстан и его соседи во второй половине XVI в. // Там же. Карта С. 546—547.
  - Казахское ханство в первой половине XVII в. // Там же. Карта С. 548—549.
  - Казахское ханство во второй половине XVII в. // Там же. Карта С. 550—551.
  - Южный Казахстан в XIV—XVI вв. // Там же. Карта С. 553.
  - Казахско-джунгарская война. 1723—1730 гг. // Там же. Карта С. 558—559.
  - Вхождение части казахов Младшего и Среднего жуза в состав Российской империи. 30-40-е гг. XVIII в. // Там же. Карта С. 564—565.
  - Казахстан в 50-60-е гг. XVIII в. // Там же. Карта С. 566—567.
  - Казахстан в последней трети XVIII в. // Там же. Карта С. 568—569.
  - Казахстан в 10-20-е гг. XIX в. // Там же. Карта С. 578—579.
  - Казахстан в 30-40-е гг. XIX в. // Там же. Карта С. 580—581.
  - Казахстан в 50-70-е гг. XIX в. // Там же. Карта С. 582—583.
  - Казахстан в 80-90-е гг. XIX в. // Там же. Карта С. 598—599.
  - Казахстан в начале XX в. (до 1917 г.) // Там же. Карта С. 602—603.

2012
- О попытке локализации места Липицкой битвы 20-21 апреля 1216 года // Труды Первого Всероссийского съезда историков-регионоведов (Санкт-Петербург, 11-13 октября 2007 года). СПб., 2010, Т. 1. С. 232—242.
- Маршрут следования багдадского посольства под руководством Ахмеда ибн Фадлана в Булгарское государство // Хайри А. Повествование о путешествии Ахмеда ибн Фадлана, написанное во время поездки в 921—922 годах в Булгарское государство (новое в переводе на русский язык). Казань, 2012. Карта С. 36.
- Что означает Липицы? (Об определении места Липицких битв 1176 и 1216 гг. и критическом разборе версии А. С. Уварова) // Средневековая Русь. М., 2012, Вып. 10. С. 197—228. — ISBN 978-5-91674-207-7.
- Bulgarica. Время и пространство Болгарской цивилизации
  - Скифо-сибирский мир. VIII—III вв. до н. э. // Bulgarica. Время и пространство Болгарской цивилизации. М.-Казань: Феория, 2012 (ISBN 978-5-91796-033-3). Карта С. 38-39.
  - Области распространения звериного стиля в Евразии // Там же. Карта С. 46-47.
  - Савроматская культура. VI—IV вв. до н. э. // Там же. Карта С. 51.
  - Трансевразийский культурный обмен. Скифская эпоха // Там же. Карта С. 52-53.
  - Уюкская культура. VIII—II вв. до н. э. // Там же. Карта С. 54.
  - Пазырыкская культура. V—III вв. до н. э. // Там же. Карта С. 58.
  - Сакская эпоха в степях Евразии. VIII—VI вв. до н. э. // Там же. Карта С. 66-67.
  - Сакская эпоха в степях Евразии. IV—III вв. до н. э. Походы Александра Македонского в Среднюю Азию // Там же. Карта С. 70-71.
  - Раннесарматская культура в степях Евразии // Там же. Карта С. 74.
  - Позднесарматская культура в степях Евразии // Там же. Карта С. 76.
  - Степи Евразии. II и I вв. до н. э. // Там же. Карта С. 78-79.
  - Степи Евразии. I—II вв. // Там же. Карта С. 82-83.
  - Государство усуней // Там же. Карта С. 84-85.
  - Степи Евразии. III—IV вв. // Там же. Карта С. 92-93.
  - Археологические памятники хунну // Там же. Карта С. 96.
  - Государство хунну в Центральной Азии. II в. до н. э. — II в. // Там же. Карта С. 98-99.
  - Евразия. Начало Великого переселения народов. II в. // Там же. Карта С. 106—107.
  - Евразия. Эпоха Великого переселения народов. IV в. // Там же. Карта С. 108—109.
  - Евразия. Заключительный этап Великого переселения народов. V—VI вв. // Там же. Карта С. 110—111.
  - Между гуннами и тюрками: кристаллизация древнеболгарского этноса. II—VI вв. // Там же. Карта С. 112—113.
  - Этническая история болгар. IV—XIII вв. // Там же. Карта С. 119.
  - Миграционные процессы на просторах Европы и Азии. II в. до н. э. — V в. // Там же. Карта С. 120—121.
  - Великий Тюркский каганат. Середина VI — начало VII вв. // Там же. Карта С. 126—127.
  - Западный и Восточный тюркские каганаты. Первая треть VII в. // Там же. Карта С. 130—131.
  - Второй Тюркский каганат. 687—742 гг. // Там же. Карта С. 135.
  - Миграционные процессы в Евразии. VI—XII вв. // Там же. Карта С. 142—143.
  - Западная окраина тюркского мира: государства праболгар и становление двух ветвей болгарской народности. VII—X вв. // Там же. Карта С. 144—145.
  - Средний Восток в эпоху византийско-сасанидских войн. VI—VII вв. // Там же. Карта С. 146—147.
  - Образование Аварского каганата. Авары в VI веке // Там же. Карта С. 148—149.
  - Ранние болгары в Европе. IV—IX вв. (до 900 г.) // Там же. Карта С. 150—151.
  - Древние болгары в составе Первого Тюркского каганата. Вторая половина VI — начало VII вв. // Там же. Карта С. 153.
  - Великая Болгария (государство Кубрата, 616—660-е гг.) и болгарские миграции VII в. // Там же. Карта С. 155.
  - Хазарский каганат. IX—X вв. // Там же. Карта С. 167.
  - Степи Евразии. VIII—IX вв. // Там же. Карта С. 172—173.
  - Болгары и аланы в составе Хазарского каганата. VIII—X вв. Салтово-маяцкая культура // Там же. Карта С. 206.
  - Великая Венгрия (VIII—X вв.) и страна Паскатир (XIII—XIV вв.) // Там же. Карта С. 238.
  - Начальный этап этнической истории кыпчаков: се, сеяньто, сиры. IV—VIII вв. // Там же. Карта С. 250—251.
  - Второй этап этнической истории кыпчаков: кыпчако-кимакский симбиоз. VIII — первая половина XI в. // Там же. Карта С. 252—253.
  - Волжская и Дунайская Болгария. X — начало XIII в. // Там же. Карта С. 272—273.
  - Внешние связи Волжской Болгарии. X — начало XIII в. // Там же. Карта С. 310—311.
  - Социально-экономическая структура Волжской Болгарии. X — начало XIII в. // Там же. Карта С. 312—313.
  - Наступление на Волгу. Русско-болгарские войны. 1108—1220 гг. // Там же. Карта С. 322.
  - Третий этап этнической истории кыпчаков: доминирование в степях Евразии. Начало XI — начало XIII в. // Там же. Карта С. 350—351.
  - Заключительный этап истории кыпчаков. XIII—XVIII вв. // Там же. Карта С. 354—355.
  - Степи Евразии. Конец XII — начало XIII в. // Там же. Карта С. 358—359.
  - Великий шелковый путь и кочевники Казахстана и Средней Азии. VI—XIII вв. // Там же. Карта С. 376—377.
  - Великий шелковый путь: система трансевразийских коммуникаций. II в. до н. э. // Там же. Карта С. 380.
  - Великий шелковый путь: система трансевразийских коммуникаций. I в. до н. э. // Там же. Карта С. 380.
  - Великий шелковый путь: система трансевразийских коммуникаций. I—II вв. // Там же. Карта С. 381.
  - Великий шелковый путь: система трансевразийских коммуникаций. III—V вв. // Там же. Карта С. 381.
  - Великий шелковый путь: система трансевразийских коммуникаций. VI—VII вв. // Там же. Карта С. 382.
  - Великий шелковый путь: система трансевразийских коммуникаций. VIII—IX вв. // Там же. Карта С. 382.
  - Великий шелковый путь: система трансевразийских коммуникаций. X—XI вв. // Там же. Карта С. 383.
  - Великий шелковый путь: система трансевразийских коммуникаций. XII в. // Там же. Карта С. 383.
  - Великий шелковый путь: система трансевразийских коммуникаций. XIII в. // Там же. Карта С. 384.
  - Великий шелковый путь: система трансевразийских коммуникаций. XIV в. // Там же. Карта С. 384.
  - Монгольские походы в Казахстане и Средней Азии. Монгольская империя к 1227 г. // Там же. Карта С. 394—395.
  - Битва на Калке. 28-31 мая 1223 г. // Там же. Карта С. 398.
  - Евразийские степи в составе улусов Джучи и Чагатая. Вторая половина XIII в. // Там же. Карта С. 406—407.
  - Евразийские степи в составе улусов Джучи и Чагатая. Первая половина XIV в. // Там же. Карта С. 414—415.
  - Культурно-экономическое развитие улуса Джучи. XIV в. // Там же. Карта С. 416—417.
  - Расцвет Белой Орды при Узбек-хане. 1312—1341 гг. // Там же. Карта С. 418—419.
  - Кочевой и оседлый мир Восточной Европы. 1342—1394 гг. // Там же. Карта С. 444—445.
- Цари ордынские. Биографии ханов и правителей Золотой Орды (2-е издание)
  - Западные улусы Монгольской империи в 1242—1265 гг. // Почекаев Р. Ю. Цари ордынские. Биографии ханов и правителей Золотой Орды. СПб., Евразия. 2012, 2-е изд. Карта 1. С. 24-25.
  - Орда Ногая и Сарайская Орда в 1265—1300 гг. // Там же. Карта 2. С. 56-57.
  - Государство Батуидов на рубеже XIII и XIV вв. // Там же. Карта 3. С. 72-73.
  - Государство Батуидов при Узбеке, Джанибеке и Бердибеке, 1312—1359 гг. // Там же. Карта 4. С. 104—105.
  - Золотая Орда в 1382—1395 гг.: противостояние Тохтамыша и Тимура // Там же. Карта 5. С. 168—169.
  - Золотая Орда в 1396—1437 гг. // Там же. Карта 6. С. 184—185.
  - Распад Золотой Орды, 1438—1450-е гг. // Там же. Карта 7. С. 200—201.
  - Крымское ханство во втор. пол. XV в. // Там же. Карта 8. С. 216—217.
  - Крымское ханство в первой пол. XVI в. // Там же. Карта 9. С. 232—233.
- Военное дело Улуса Джучи и его наследников
  - «Не успеша бо исполчитися противу имъ…»: русские и монголы в походе и битве на Калке (апрель-июнь 1223 г.) // Военное дело Улуса Джучи и его наследников: Сборник научных статей / Отв. ред. А. К. Кушкумбаев. — Астана: Фолиант, 2012. С. 6-36. ISBN 978-601-292-651-4.
  - Разгром русских и половцев «на Калках» 28 мая 1223 года (схема; рис. 1) // Там же. С. 37.
  - Монгольские походы в Казахстане и Средней Азии. Монгольская империя к 1227 г. (фрагмент карты) // Там же. Первый форзац, внутренняя сторона.
  - Степи Евразии. Конец XIV века. Эпоха Тимура и Тохтамыша (фрагмент карты) // Там же. Второй форзац, оборотная сторона.

2013
- Большой Атлас Москвы
  - Пути сообщения и миграции населения в Восточной Европе в X—XIII вв. // Большой Атлас Москвы. — М., Феория, 2013. Карта С. 164—165 (ISBN 978-5-91796-032-6, сайт http://feoria.net/bolshoy-atlas-moskvy.htm).
  - Домонгольские города Северо-Востока. Славянская урбанизация территорий // Там же. Карта С. 166—167.
  - Массовая славянская колонизация Северо-Восточной Руси в XI—XII вв. // Там же. Карта С. 170—171 (ошибочно указано авторство И. Ю. Стрикалова).
  - Русский Северо-Восток в XII веке // Там же. Карта С. 176—177.
  - Война 1212—1216 гг. в Залесской земле. Липицкая битва // Там же. Карта С. 180—181.
  - Залесская земля при Константине Всеволодовиче (1216—1218 гг.) и Юрии Всеволодовиче (1218—1238 гг.) // Там же. Карта С. 182—183.
  - «Батыев погром», ноябрь 1237-май 1238 гг. Военные действия 1239 г. // Там же. Карта С. 188—189.
  - Русский Северо-Восток во второй половине XIII века // Там же. Карта С. 192—193.
  - Московское княжество в середине XIV века" // Там же. Карта С. 194—195.
  - Московское княжество во второй половине XIV века // Там же. Карта С. 198—199.
  - Московское княжество и Северо-Восточная Русь в XIV веке // Там же. Карта С. 200—201.
  - Военный фактор ордынского владычества. XIII—XV вв. // Там же. Карта С. 202—203.
- Атлас Великий Болгар
  - Государство Кубрата (Великая Болгария), 616—660-е гг. // Атлас Великий Болгар. М.-Казань: Феория, 2013 (ISBN 978-5-91796-041-8, сайт https://web.archive.org/web/20170124045324/http://archtat.ru/ru/media/issues/great-bolgar/). Карта С. 28.
  - Этническая история болгар в IV—XIV вв. // Там же. Карта С. 43.
  - Ранние болгары в Европе, IV—IX вв. // Там же. Карта С. 46-47.
  - Этническая история Волго-Камья, VII—VIII вв. // Там же. Карта С. 48-49 (совместно с С. Ю. Шокаревым).
  - Волжская Болгария и её соседи в IX-начале XIII в. // Там же. Карта С. 62-63 (совместно с С. Ю. Шокаревым).
  - Войны монголов в 1207—1242 гг. Образование Монгольской империи // Там же. Карта С. 64-65.
  - Волжская Болгария, Русь и Золотая Орда в XIII—XIV вв. // Там же. Карта С. 66-67 (совместно с С. Ю. Шокаревым).
  - Русско-болгарские войны, 1108—1220 гг. // Там же. Карта С. 87.
  - Великий Шелковый путь: система трансевразийских коммуникаций в VIII—IX вв. // Там же. Карта С. 96.
  - Великий Шелковый путь: система трансевразийских коммуникаций в X—XI вв. // Там же. Карта С. 96.
  - Великий Шелковый путь: система трансевразийских коммуникаций в XIII в. // Там же. Карта С. 97.
  - Великий Шелковый путь: система трансевразийских коммуникаций в XIV в. // Там же. Карта С. 97.
  - Внешние связи Волжской Болгарии в X-начале XIII в. // Там же. Карта С. 106—107.
  - Экономика Волжской Болгарии в X-начале XIII в. // Там же. Карта С. 194—195.
  - Путешествие Ахмеда ибн-Фадлана на Волгу в 921—922 гг. // Там же. Карта С. 275.
  - Культурно-экономическое развитие Улуса Джучи в первой половине XIV в. // Там же. Карта С. 282—283.
  - Белая (Золотая) Орда при Узбек-хане, 1312—1341 гг. // Там же. Карта С. 286—287.
  - Ранняя история болгар, II—VI вв. // Там же. Карта С. 306—307.
  - Этническая история болгар в VI—XIII вв. // Там же. Карта С. 310—311.
  - Болгары и аланы в составе Хазарского каганата. Салтово-маяцкая археологическая культура // Там же. Карта С. 313.

2014
- Военное дело кочевников Казахстана и сопредельных стран эпохи Средневековья и Нового времени
  - Западные улусы Монгольской империи в 1242—1265 годах : карта // Военное дело кочевников Казахстана и сопредельных стран эпохи Средневековья и Нового времени: сборник научных статей / Отв. ред. А. К. Кушкумбаев. — Астана: ИП «BG-print», 2013(2014). Первый форзац (ISBN 978-601-7376-13-0).
  - Большая Орда (Улуг Улус) в 1396—1437 годы : карта // Там же. Второй форзац.
- Батыр. Традиционная военная культура народов Евразии
  - «И бысть на Калках велика брань»: ещё раз о хронологической и географической реконструкции событий весны 1223 г. // Батыр. Традиционная военная культура народов Евразии. 2012, № 1-2 (4-5). С. 2-18 (ISSN 22232087).
  - Удар монгольской конницы по русским и половцам поздним вечером 28 мая 1223 года : карта // Там же. С. 5.

2015
- История татар c древнейших времён
  - Астраханское ханство в 1502—1556 гг. // История татар c древнейших времён в семи томах. Казань, 2014(2015). Т. IV. Татарские государства XV—XVIII вв. Вклейка между СС. 480—481 (ISBN 978-5-94981-187-0, сайт http://www.tataroved.ru/publication/histat/4/).
  - Казанское ханство в 1445—1552 гг. // Там же.
  - Касимовское ханство (Мещерский юрт) в 1445-сер. XVII в. // Там же.
  - Крымское ханство в 1441—1783 гг. // Там же.
  - Мангытский юрт (Ногайская орда) в XV-конце XVI в. Ногаи в XVII—XVIII вв. // Там же.
  - Татары на территории Великого княжества Литовского, втор. пол. XIII-нач. XVII в. // Там же.
  - Тюменское (1468—1495 гг.) и Сибирское (1495—1582 гг.) ханства // Там же.
- Атлас железных дорог России
  - Пути сообщения Восточной Европы в IX—XIII вв. // Атлас железных дорог России. — М.: ООО «Феория», 2015. Карта СС. 50-51 (без указания авторства, ISBN 9785917960579, сайт atlas-rzd.ru).
  - Пути сообщения Российского государства и его соседей в XIV—XVII вв. Европейская часть // Там же. Карта СС. 52-53 (без указания авторства).
- Национальный военно-исторический музей вооруженных сил Республики Казахстан, экспозиция
  - Древний Казахстан, VIII в. до н. э.-начало VI в. Миграции племен // Национальный военно-исторический музей вооруженных сил Республики Казахстан, экспозиция. Настенная карта (сайт http://city3d.kz/nash-gorod/48-virtualniy-tur-po-voenno-istoricheskomu-mozeu-voorujennih-sil-respubliki-kazahstan.html (виртуальный тур))
  - Раннесредневековый Казахстан, вторая половина VI-начало XIII в. // Там же. Настенная карта
  - Казахстан в развитом Средневековье, начало XIII-начало XV в. // Там же. Настенная карта
  - Позднесредневековые государства на территории Казахстана в XV в. // Там же. Настенная карта
  - Казахское ханство во второй половине XV-первой четверти XVIII в. // Там же. Настенная карта

2016
- Путешествие ибн Фадлана: Волжский путь от Багдада до Булгара
  - Карта путешествия ибн Фадлана // Путешествие ибн Фадлана: Волжский путь от Багдада до Булгара. Каталог выставки. — М.: Издательский дом Марджани, 2016 (ISBN 978-5-90371-593-0 сайт http://www.culture.ru/events/88029/vistavka-puteshestvie-ibn-fadlana-volzhskiy-put-ot-bagdada-do-bulgara). Карта С. 17
- Атлас истории зарождения и развития строительного комплекса государства Российского
  - Система валов и крепостей на Днепре в X—XIII вв. // Атлас истории зарождения и развития строительного комплекса государства Российского. М.: Интергрупп, 2016. Т. 1 (ISBN 978-5-9905947-0-8 сайт http://www.atlas-rss.ru/). Карта С. 32
  - Города и крепости Древней Руси по данным археологии // Там же. Карта С. 39
  - Строительные технологии Древней Руси: северная и южная традиции домостроительства // Там же. Карта С. 44
  - Древняя Русь в XII—XIII вв. // Там же. Карта С. 55
  - Монгольское нашествие // Там же. Карта С. 56
  - Памятники зодчества Московской Руси в XV—XVI веках // Там же. Карта С. 65
  - Северо-Восточная Русь в XIV в. // Там же. Карта С. 91
  - Объединение Руси вокруг Москвы, XVI в. // Там же. Карта С. 94.
  - Каменные крепости Московского государства в XVI в. // Там же. Карта С. 95
  - Монастыри Московской Руси: архитектура и крепостные укрепления // Там же. Карта С. 100
  - Монастыри Московской Руси: архитектура и крепостные укрепления // Там же. Карта С. 101 [центральная часть России]
  - Московское государство в конце XVI в. // Там же. Карта С. 113
  - Московское государство в середине XVII в. // Там же. Карта С. 135
  - Выдающиеся памятники каменного зодчества Московского государства XVII в. // Там же. Карта С. 141
  - Экономическое развитие Московского государства в XVII в. // Там же. Карта С. 147
  - «Берег» и Большая засечная черта // Там же. Карта С. 154
  - Белгородская засечная черта в середине — второй половине XVII в. // Там же. Карта С. 156
  - Засечные черты Российского государства от Изюма до Мензелинска. Конец XVII в. // Там же. Карта С. 160
  - Мануфактуры в окрестностях Москвы XVII в. // Там же. Карта С. 207
  - Дороги Московского государства в XVII в. // Там же. Карта С. 224
  - Российская империя в первой четверти XVIII в. // Там же. Карта С. 229
  - Санкт-Петербург в первой четверти XVIII в. // Там же. Карта С. 235
  - Памятники петровского барокко Санкт-Петербурга и его окрестностей // Там же. Карта С. 235
  - Выдающиеся памятники барокко в пределах Российской империи // Там же. Карта С. 250
  - Укрепленные линии на юго-востоке Российского государства. XVII—XVIII вв. // Там же. Карта С. 264
  - Укрепленные линии на Северном Кавказе // Там же. Карта С. 264
  - Крым и Новороссия: строительство крепостей и портов // Там же. Карта С. 271
  - Российская империя во второй половине XVIII в. // Там же. Карта С. 316—317
  - Выдающиеся памятники архитектуры эпохи классицизма в Санкт-Петербурге // Там же. Карта С. 326
  - Выдающиеся памятники архитектуры эпохи классицизма в Москве // Там же. Карта С. 327
  - Российская империя в первой половине XIX в. // Там же. Карта С. 346—347
  - Усадьбы и пригородные дворцы второй половины XVIII — первой половины XIX в. Санкт-Петербургской губернии // Там же. Карта С. 369
  - Дорожное строительство во второй половине XVIII — первой половине XIX в. Европейская часть // Там же. Карта С. 388
  - Дорожное строительство во второй половине XVIII — первой половине XIX в. Азиатская часть // Там же. Карта С. 389
  - Архитектурные памятники Санкт-Петербурга во второй половине XIX в. // Там же. Карта С. 432
  - Архитектурные памятники центра Европейской России во второй половине XIX в. // Там же. Карта С. 433
  - Кавказ в составе Российской империи // Там же. Карта С. 537
- Наше Ополье
  - О проблеме поиска местности «второй Липицкой битвы» // Наше Ополье. 2016. № 2(15). Текст С. 19-29
- Древняя Русь. Вопросы медиевистики
  - Локализация битвы 8 (21) сентября 1380 г. на Куликовом поле / Азбелев С. Место сражения на Куликовом поле по летописным данным // Древняя Русь. Вопросы медиевистики. 2016. № 3 (65). Схема. С. 32
- Filo Ariadne
  - Битва на Калке: лебединая песнь кованых русских ратей в Степи // Filo Ariadne. — 2016. — № 4. URL: http://filoariadne.esrae.ru/6-101 (дата обращения: 01.12.2016)
- Золотая Орда в мировой истории
  - Западные улусы Монгольской империи в 1242—1265 годах // Золотая Орда в мировой истории. Коллективная монография. Казань, 2016 (ISBN 978-5-94981-229-7, сайт http://xn--80aagie6cnnb.xn--p1ai/libraries). Цветная вклейка С. 540—541
  - Распад Большой Орды, 1438—1450 годы // Там же
  - Астраханское ханство в 1502—1566 гг. // Там же
  - Казанское ханство в 1445—1552 гг. // Там же
  - Касимовское ханство (Мещерский юрт) в 1445 — сер. XVII в. // Там же
  - Крымское ханство в 1441—1783 гг. // Там же
  - Тюменское (1468—1495 гг.) и Сибирское (1495—1582 гг.) ханства // Там же
  - Татары на территории Великого княжества Литовского, втор. пол. XIII — нач. XVII в." // Там же
- Русское поле
  - Локализация битвы 8 (21) сентября 1380 г. на Куликовом поле / Азбелев С. Великая победа на Куликовом поле // Русское поле. Научно-публицистический альманах. 2016. № 9-10. Схема. Цветная вклейка С. 174—175